# Войдите, страждущие! (фильм)
«Войди́те, стра́ждущие!» — советский художественный фильм, снятый в 1987 году на киностудии имени А. Довженко по одноимённой повести Анатолия Ткаченко.

## Сюжет
Фильм-притча.
Любовный треугольник: москвичи ботаник Иветта (девушка — «свой парень» в джинсах), биофизик Гелий (прагматик) и эколог Авенир (созерцатель) заблудились в пустыне. Иветта, на чьи руку и сердце претендуют Гелий и Авенир, затащила спутников в пустыню, чтобы отыскать целебную полынь — чернобыль. Биофизик Гелий старше и опытнее товарищей, решительнее в поступках, ищет пользы от людей, лишён комплексов и склонности к раскаянию даже когда не прав. Авенир — самая сложная фигура повествования — не заражён нигилизмом, ёрничеством, цинизмом, которых так легко набраться в столичных компаниях. В первых кадрах фильма это символ молодости, физического совершенства, живой пример киногеничности. Затем его образ усложняется, раздваивается, слоится и к финалу картины оказывается, что в нём есть рациональная отстранённость, он не способен сохранить свою цельность, защитить правду, пойти на самопожертвование.
Измучившись в поисках воды и пищи, московские путешественники чудом попадают в крошечный оазис, именуемый Седьмой гурт. Здесь под сенью нескольких вековых деревьев уединённо живут старик Матвей со старухой Веруньей и двое молодых — пастух Лёня, вернувшийся в эту глушь после службы в армии, и весёлая, наивная, открытая девушка Маруся, в которую Лёня беззаветно влюблён. Приход гостей разрушает покой и размеренное существование этого Эдема в песках: Иветта и Гелий сбегают в город, Лёня-пастух уходит из гурта, Маруся неизвестно куда исчезает. В финальных кадрах картины одинокие старики смотрят вслед машине, увозящей от них Авенира под звуки колокола.

## В ролях
- Григорий Гладий — Авенир
- Борис Хмельницкий — Гелий
- Алла Одинг — Иветта
- Светлана Князева — Маруся
- Александр Игнатуша — Лёня
- Анатолий Венгржиновский — Матвей Гуртов
- Любовь Кузьмина — Верунья (Вера Степановна)
- В эпизодах: Б. Аширов, С. Пантелеев.

## Съёмочная группа
- Сценаристы: Анатолий Ткаченко, Леонид Осыка
- Режиссёр-постановщик: Леонид Осыка
- Оператор-постановщик: Валерий Башкатов
- Художник-постановщик: Пётр Слабинский
- Композитор: Владимир Губа
- Режиссёр: В. Волошин
- Операторы: А. Першин, А. Рязанцев
- Художник-гримёр: Е. Юрченко
- Художник по костюмам: Н. Коваленко
- Звукооператор: А. Кузьмин
- Монтаж: М. Пономаренко
- Ассистенты режиссёра: В. Капитоненко, Е. Юревич
- Ассистент оператора: А. Чубов
- Художник-декоратор: О. Янишевская
- Оператор комбинированных съемок: Ю. Лемешев
- Художник комбинированных съемок: С. Бржестовский
- Мастер светотехники: В. Рыльський
- Цветоустановщик: Л. Марчук
- Художник-фотограф: Г. Горский
- Дирижёр Государственного симфонического оркестра УССР: Фёдор Глущенко
- Редактор: В. Юрченко
- Административная группа: И. Мироненко, Б. Цыганков, В. Назаренко, М. Литвин
- Директор фильма: Пётр Терещенко